# 亞阿貝爾群
群論中，亞阿貝爾群是指其換位子群是阿貝爾群的一種群，也就是說，一個群G是亞阿貝爾群當且僅當G有阿貝爾的正規子群A，使得G/A也是阿貝爾群。
亞阿貝爾群的子群，及亞阿貝爾群在群同態下的像，也都是亞阿貝爾群。
亞阿貝爾群正是其導出列長不大於2的可解群。

## 例子
- 二面體群都是亞阿貝爾群，因為有指數為2的循環正規子群。更一般地說，廣義二面體群都是亞阿貝爾群，因為有指數為2的阿貝爾正規子群。
- 設F為域，在F上作用的仿射變換群{\displaystyle x\mapsto ax+b}（a非零）是亞阿貝爾群。這個群的阿貝爾正規子群是平移變換群{\displaystyle x\mapsto x+b}，阿貝爾商群是位似變換群{\displaystyle x\mapsto ax}。若F為q個元素的有限域，則這個亞阿貝爾群的階為q(q-1)。
- 冪零類不大於3的冪零群是亞阿貝爾群。
- 點燈夫群是亞阿貝爾群。
- 所有小於24階的群都是亞阿貝爾群。24階的對稱群S4，雖然是可解群，但不是亞阿貝爾群，因其換位子群是交錯群A4，而A4不是阿貝爾群。
- 所有p5階（p為素數）的群都是亞阿貝爾群。

## 外部連結
- Ryan Wisnesky.  (PDF).   [2013-09-07]. （原始内容存档 (PDF)于2018-09-29）.
- . Groupprops, The Group Properties Wiki.   [2013-09-07]. （原始内容存档于2020-10-25）.